# 8e escadre de chasse
Pour les articles homonymes, voir 8e escadre.
La 8e escadre de chasse est une unité de chasse de l'armée de l'air française, formée en 1936, dissoute en 1993, puis recréée le 25 août 2015 sur la base de Cazaux.
Elle a connu auparavant plusieurs premières périodes d'activité : 
- sur la base de Marignane, entre le 1er janvier 1936 et le 1er mai 1939;
- en Indochine, entre le 16 janvier 1951 et le 27 juillet 1954;
- au Maroc, sur la base de Rabat-Salé, entre le 1er août 1955 et le Novembre 1960
- en Algérie sur la base d' Oran La Senia entre le Novembre 1960 et Juillet 1961
- à Nancy Ochey  entre Juillet 1961 et le 1er décembre 1961
- à Cazaux, entre le 1er février 1964 et le 31 juillet 1993.

## Composition
- Escadron d'entraînement 3/8 Côte d'Or
- Escadron de soutien technique aéronautique 15.008 « Pilat »

## Escadrons historiques
La 8e escadre possède deux escadrons historiques, le "Saintonge" et le "Nice". L'escadron "Languedoc" lui est rattaché pendant dix ans.

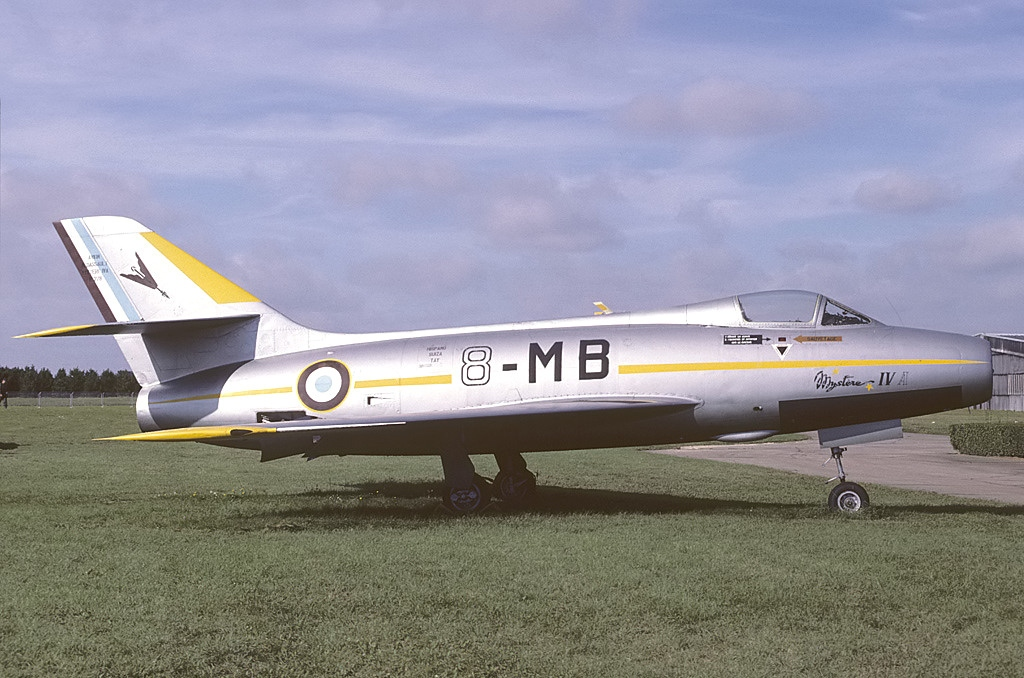
Mystère IVA aux couleurs du Saintonge

### Avant-guerre
- Groupe de Chasse I/8 : du 1er janvier 1936 au 1er mai 1939
- Groupe de Chasse II/8 : du 1er janvier 1936 au 1er mai 1939

### Escadron "Saintonge"
- Groupe Mixte I/8 Saintonge : du 16 janvier 1951 au 27 juillet 1954
- Escadron de Chasse 1/8 Saintonge :
  - du 9 septembre 1960 au 1er décembre 1961
  - du 1er février 1964 au 31 juillet 1993
- Escadron de transition opérationnelle 1/8 Saintonge : du 25 août 2015 au 26 août 2020

### Escadron "Languedoc"
- Groupe de Chasse II/8 Languedoc : : du 1er août 1951 au 27 juillet 1954
- Escadron de chasse 2/8 Languedoc : du 1er août 1955 au 1er décembre 1961

### Escadron "Maghreb"
- Escadron de Chasse 1/8 Maghreb : du 1er août 1955 au 9 septembre 1960

### Escadron "Nice"
- Escadron de Chasse 2/8 Nice : du 1er février 1964 au 31 juillet 1993
- Escadron de transition opérationnelle 2/8 Nice : du 25 août 2015 au 5 juillet 2022

## Bases
- BA108 Marignane : du 1er janvier 1936 au 1er mai 1939
- Indochine : du 16 janvier 1951 au 27 juillet 1954
- BA151 Rabat-Salé : du 1er août 1955 à Novembre  1960
- BA 141 ORAN La Senia  : de Novembre 1960 à Juillet 1961
- BA 133 Nancy-Ochey : de juillet 1961 au 1er décembre 1961
- BA120 Cazaux : du 1er février 1964 au 31 juillet 1993 et à partir du 25 août 2015

## Appareils
- Morane-Saulnier MS.225 : du 1er janvier 1936 au 1er janvier 1939
- Dewoitine D.500 : du 1er janvier 1936 au 1er janvier 1939
- Dewoitine D.510 : du 1er janvier 1939 au 1er mai 1939
- Republic P-47D Thunderbolt : du 16 janvier 1951 au 27 juillet 1954
- Grumman F8F-1B Bearcat : du 16 janvier 1951 au 27 juillet 1954
- Mistral : du 1er août 1955 à 1959
- Dassault Mystère IVA : de juin 1959 au 1er décembre 1961 et du 1er février 1964 à 1982
- Alpha Jet : d'octobre 1982 au 31 juillet 1993 et à partir du 25 août 2015

## Personnalités ayant servi au sein de l'escadre
- Félix Jaquemet (1915-1945), Compagnon de la Libération.